# 鄭孝胥
鄭孝胥（1860年5月2日—1938年3月28日），字太夷，號蘇龕、苏戡、海藏，福建省福州府闽县（今福建省福州市鼓楼区）人，生于蘇州。清朝改革派政治家、书法家，中華民國時期遺老，也是滿洲國建國的參與者之一，後出任滿洲國國務總理，曾任溥儀帝師。因其對滿洲國之建國有功，滿洲國奉天市曾建有太夷宮奉祀鄭孝胥與少彥名命，並將鄭孝胥視為少彥名命之本地垂跡。

## 生平
鄭孝胥為翰林鄭守廉之子。光緒八年（1882年）中福建鄉試第一名（解元）。甲午戰前任清廷駐日本大使館書記官，因戰歸國。後歷任廣西邊防大臣，安徽、廣東按察使，在赴湖南布政使任上遇辛亥革命，失官不仕。鄭孝胥曾參與戊戌變法，與唐才常有過交往；立憲運動時期，鄭孝胥也曾經參加上海商務印書館、上海儲蓄銀行的創建以及新式教育的推動等。光绪三十四年（1908年），鄭孝胥受岑春煊派遣，出任預備立憲公會會長，要求清廷儘速召開國會。
辛亥革命之後，鄭孝胥以遺老自居，後擔任溥儀的內務大臣與顧問，并介绍其好友佟济煦担任内务府堂郎中，共同整顿内廷的腐败。郑孝胥早年在清廷驻日本大使馆做书记官，由此与日本人关系密切，在溥仪被赶出紫禁城后，他一手安排溥仪住进日本使馆。民国十四年（1925年）随溥儀从北京潜逃至天津日租界。與日本方面也多有接觸，致力於溥儀的復辟。他提出，先通过日本建立一个政权，然后积极推动国际列强共管。他曾在日记中写到：
|  | 自古中兴之主，必借兵力。今则海内大乱，日久莫能安戢，列国通不得已，乃遣兵自保其商业。他日非为中国置一贤主，则将启争端，其祸益大。故今日皇上欲图中兴，不必待兵力也，但使圣德令名彰于中外，必有人人欲以为君之日。 |

民国二十年（1931年）九一八事變之後，鄭孝胥勸說溥儀前往東北，招致朱益藩等人的怒斥，並且與日本方面達成建立滿洲國的協議，並負責起草《滿洲國國歌》與《建國宣言》。滿洲國的成立對於清遺民而言，實具有「中興清室」與「防共」的雙重作用。然而，滿洲國的「王道」與傳統中國的文化理念有所不同，其中甚至摻揉了法西斯主義與反帝國主義的思想。質言之，鄭孝胥透過「再造」中國的傳統，為滿洲國與溥儀尋找合理性基礎，但這些舉動不僅為國民政府所不齒，也未必引起多數清遺民的共鳴。
1932年3月8日，郑孝胥随溥仪登上前往长春的列车。3月9日，溥仪举行了就职典礼。滿洲國成立後，鄭孝胥出任國務總理兼陸軍大臣、文教部長，並且與日本關東軍代表武藤信義簽定《日滿議定書》，承認日本在滿洲國的特殊地位與駐軍權。此内阁虽然各部总长都是中国人，但实权却掌握在日方，面对此现实，郑不得不感慨：“何事与人说时命，残年由遣待苍茫。”
鄭孝胥後來反對日本方面對滿洲國的壓制；在他主办的“王道书院”里向听课的人说：“满洲国已经不是小孩子了，就该让它自己走走，不该总是处处不放手。”此言论引起了关东军的不满，郑孝胥看到日軍真面目後自知理虧，被迫下遂离开政治，后来连存在银行里的“建国功劳金”也取不出来，想迁离长春也不许，在宪兵队的监视下，只能在家里写字，做诗。1938年於新京（今長春）病逝，予諡襄勤。7月，滿洲國予以國葬，墓址在东郊天柱山清太祖努尔哈赤的福陵附近的七間房村，墓碑上有“大勛位鄭公孝胥、誥封一品夫人吳夫人之墓”等字。後在文革期间，墓碑被推倒，墓穴被破坏，郑的尸骨被挖出焚毁，墓碑曾一度在七間房村某個大院的柴垛里，后被找出，至迟在2006年左右转到沈阳九一八事变纪念馆内陈列。

## 文艺成就
- 郑孝胥个人修养有两方面杰出的才能，一是古体诗，二是书法。古体诗在清末民初，与陈三立比肩的唯有郑孝胥。为诗坛“同光体”倡导者之一。

- 近现代两大书法家，即北于南郑。于乃于右任，郑便是郑孝胥。书法工楷、隶火，尤善楷书，取径欧阳询及苏轼，而得力于北魏碑版。所作字势偏长而苍劲朴茂。

- 其詩作集結為《海藏樓詩集》出版。

## 預言
郑孝胥在1920年代初曾有如下预言：“大清亡于共和，共和亡于共产，共产亡于共管”。
此外鄭孝胥在日記中還曾有過其他預言，例如他在1919年6月23日的日記曰：「近日舉國亂世潛伏，亂黨將陰結日本亂黨推倒政府及軍閥；然此輩惟知作亂，無立國之略，其必終成專制政府。余語鄒紫東、王聘三：『使我執政，先行三事：禁結黨，封報館，停學堂，皆以丘山之力施之，使莫敢犯，不過一年，天下朝覲，謳歌皆集於我矣。』」。

## 遗物
- 1921年，郑孝胥为悼念乃木希典而作诗。诗碑现存于青岛博物馆。

- 鄭孝胥是一位工於楷書的書法家，交通銀行由他題字。

## 軼聞
鄭孝胥書法卓然，每書必有人重金求字。他卻不獨關心價錢，還要註意對方來信的留款。若是末尾日期有了民國XX年的字樣，則堅決不予。直到滿洲國建國前，一直自用「大清宣統XX年」，不承認中華民國的合法性。

## 家族成员
- 滿洲航空的社長鄭垂為鄭孝胥長子
- 鄭孝胥次子鄭禹之子鄭廣淵（鄭廣元）與溥儀的二妹韞龢結婚。

## 个人著作
- 鄭孝胥日記，載有馮玉祥驅帝時送溥儀去日使館等事。